# Oldřich Duras
Oldřich Duras (* 30. Oktober 1882 in Humny, Böhmen; † 5. Januar 1957 in Prag) war ein tschechischer Schachmeister und Studienkomponist. 1950 gehörte er mit zu den ersten Spielern, denen von der FIDE der Titel eines Großmeisters verliehen wurde.

## Werdegang
Duras begann seine Schachkarriere 1903, als er bei einem internationalen Turnier in Hilversum den 2. Platz belegte. Im Jahre 1905 wurde ihm der Meistertitel verliehen, nachdem er zusammen mit Akiba Rubinstein das Hauptturnier in Barmen gewann.
In den folgenden Jahren errang Duras eine Reihe großer Erfolge: 1906 wurde er in Nürnberg Zweiter (hinter Frank James Marshall), ebenso in Wien 1907 (hinter Jacques Mieses). Er gewann in Wien 1908 (gemeinsam mit Géza Maróczy und Carl Schlechter) und im gleichen Jahr in Prag (mit Carl Schlechter). 1909 wurde er in Sankt Petersburg zusammen mit Rudolf Spielmann geteilter Dritter (hinter Emanuel Lasker und Akiba Rubinstein). 1910 wurde er Zweiter in Göteborg. Ebenfalls Zweiter war er beim Meisterturnier des Deutschen Schachbundes 1910 in Hamburg, das Carl Schlechter gewann. Er gewann in Breslau 1912 gemeinsam mit Akiba Rubinstein.
Im Jahre 1913 unternahm er eine USA-Reise. Dort spielte er in einer Reihe lokaler Turniere. Beim Manhattan-Turnier von New York City wurde er Dritter hinter José Raúl Capablanca und Frank James Marshall. An gleicher Stelle unterlag er dem letztgenannten in einem Wettkampf mit 1,5:5,5 (+1 =1 −5).
Er nahm 1914 am Turnier von Mannheim teil, das nach dem Ausbruch des Ersten Weltkriegs abgebrochen wurde. Duras, von Beruf Staatsbeamter, kehrte nach Prag zurück und gab nach Kriegsende das Turnierspiel auf.
Duras widmete sich nun verstärkt dem Komponieren von Studien und wurde Redakteur einer tschechischen Schachzeitung. Duras galt als bedeutender Komponist. Er veröffentlichte ungefähr 50 Studien und Probleme.
Nach ihm ist die Duras-Variante in der Spanischen Partie benannt: 1. e2–e4 e7–e5 2. Sg1–f3 Sb8–c6 3. Lf1–b5 a7–a6 4. Lb5–a4 d7–d6 5. c2–c4. Des Weiteren wurde das Duras-Gambit nach ihm benannt: 1. e2–e4 f7–f5.
Duras war bekannt für seine Zähigkeit in der Verteidigung schlechterer Stellungen. In seiner Partie gegen Heinrich Wolf beim Turnier in Karlsbad 1907 gab er sich erst nach 168 Zügen und mehr als 22 Stunden Spielzeit geschlagen, was damals einen Rekord bedeutete.
Mit seiner besten historischen Elo-Zahl von 2743 war er im August 1909 der viertbeste Spieler der Welt.

## Studie
|   | a | b | c | d | e | f | g | h |   |
| 8 |   |   |   |   |   |   |   |   | 8 |
| 7 |   |   |   |   |   |   |   |   | 7 |
| 6 |   |   |   |   |   |   |   |   | 6 |
| 5 |   |   |   |   |   |   |   |   | 5 |
| 4 |   |   |   |   |   |   |   |   | 4 |
| 3 |   |   |   |   |   |   |   |   | 3 |
| 2 |   |   |   |   |   |   |   |   | 2 |
| 1 |   |   |   |   |   |   |   |   | 1 |
|   | a | b | c | d | e | f | g | h |   |

Lösung:

1. Tb5–b3 e3–e2

2. Tb3–e3 Lg6–h5

3. Ka5–b4 f6–f5

4. Kb4–c3 f5–f4

5. Kc3–d2! f4xe3

6. Kd2–e1 Kd8–d7

7. d4–d5 remis